# Масали (Тюменская область)
Масали — село в Упоровском районе Тюменской области России. Административный центр Видоновского сельского поселения.

## География
Село находится на юго-западе Тюменской области, в пределах юго-западной части Западно-Сибирской низменности, в лесостепной зоне. Расположено на левом берегу реки Кизак напротив исчезнувшей деревни Катаева. Расстояние до деревни Видонова 7 км, села Емуртла 10 км, районного центра села Упорово 34 км, города Заводоуковска 79 км, города Тюмени 173 км.  

### Климат
Климат континентальный с холодной продолжительной зимой и тёплым относительно коротким летом. Средняя температура воздуха самого холодного месяца (января) — −18,7 °C (абсолютный минимум — −47,3 °C); самого тёплого месяца (июля) — 18 °C (абсолютный максимум — 38,4 °С). Безморозный период длится в среднем 111 дней. Среднегодовое количество атмосферных осадков составляет 181—469 мм, из которых 70 % выпадает в тёплый период. Продолжительность залегания снежного покрова составляет в среднем 164 дня.

### Часовой пояс
Село Масали, как и вся Тюменская область, находится в часовой зоне МСК+2. Смещение применяемого времени относительно UTC составляет +5:00.

## История
Основано Масали в 1853 году. В 1853 году по указу Тобольской Казенной Палаты для переселенцев при деревне Катаевой была выделана земля и составлен план для поселения 256-ти душ мужского пола. 
 На отведенном месте поселились переселенцы из Мосальского уезда Калужской губернии. Вновь образованная деревня была названа «Масальская» по названию Мосальского уезда. В 1940-е годы переименована в Масали и стала называться селом. С 1853 года относилась к Кизакской волости, с 1919 в составе Масальского сельсовета. 
- В 1912 году в деревне Масальской были: школа, хлебозапасной магазин, 3 торговые лавки, ветряная мельница, 8 маслобоен, кузница. [6]
- Деревня Масальская относилась к приходу Николаевской церкви села Кизакского. [3]
- Образование. В 1907 году открыта одноклассная начальная Министерская школа в наемном доме, учащихся на 1.01.1916 года - 32 мальчика, 12 девочек. В 1930-е годы построена новая школа с двумя классными комнатами. Рядом со школой открыли избу-читальню. В 1970 году построена новая школа - десятилетка на 360 мест. [3]
- Масальский сельский совет. В 1919 году образован Масальский сельсовет в Кизакской волости Ялуторовского уезда. 17 июня 1954 года сельсовет упразднен, вошёл в состав Слободчиковского сельсовета, в 1961 в составе Видоновского сельсовета с центром в д.Видонова, в 1966 году с центром в с. Масали. [7]
- Сельское хозяйство. В 1928 году была образована коммуна, через год она закрылась. В 1929 году образован колхоз им. Сталина. С 1950 по 1956 годы председатель Федоров А.Н. В 1956 году колхоз им. Сталина  вошел в состав колхоза «Ленинский путь», в 1961 году «Ленинский путь влит в совхоз «Емуртлинский». В марте 1965 года организован совхоз «Видоновский» с центром в селе Масали. В 1990 году совхоз «Видоновский преобразован в ЗАО «Нива-Агро». [3]
- Масали сегодня один из крупных населенных пунктов с развитой социальной сферой: торговый центр, детский сад, средняя школа, Дом культуры на 200 мест, ФАП, молочный завод, зерноочистительный комплекс, МТМ, пекарня. [3]

## Население
| 1897 | 1926 | 1989. | 2002 | 2010 | 2021 |
| 728  | 1253 | 782   | 940  | 928  | 956  |

## Инфраструктура
В селе 12 улиц: Носулинская улица, Школьная улица, Первомайская улица, Улица Ленина, Катаевская улица, Новый переулок, Центральная улица, Шоссейная улица, Заречная улица, Журавлевская улица, Семеновский переулок, Молодежный переулок. В селе находится ФАП

## Достопримечательности
Памятник погибшим воинам

## Галерея

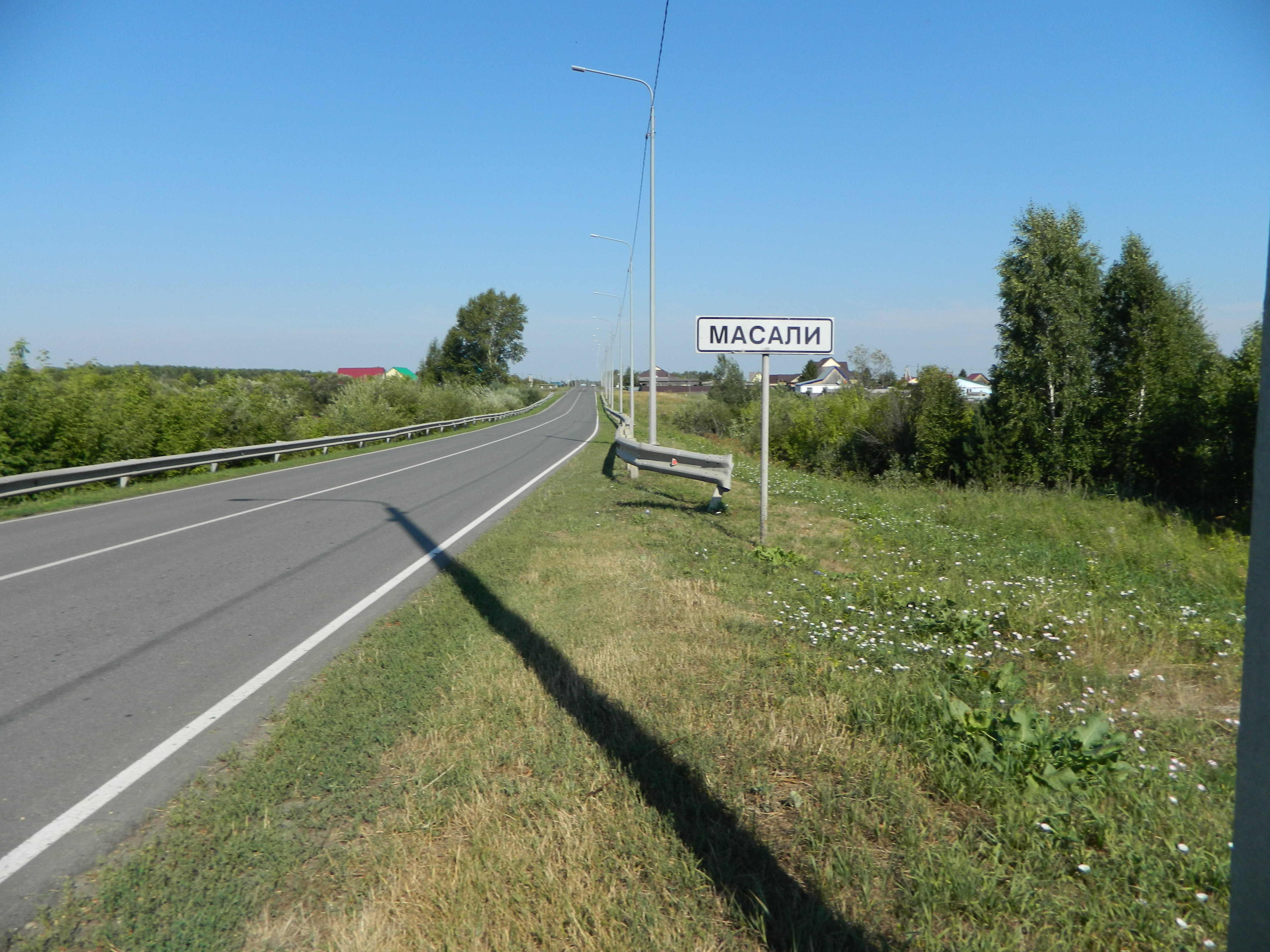
Въезд в Масали со стороны Кизака
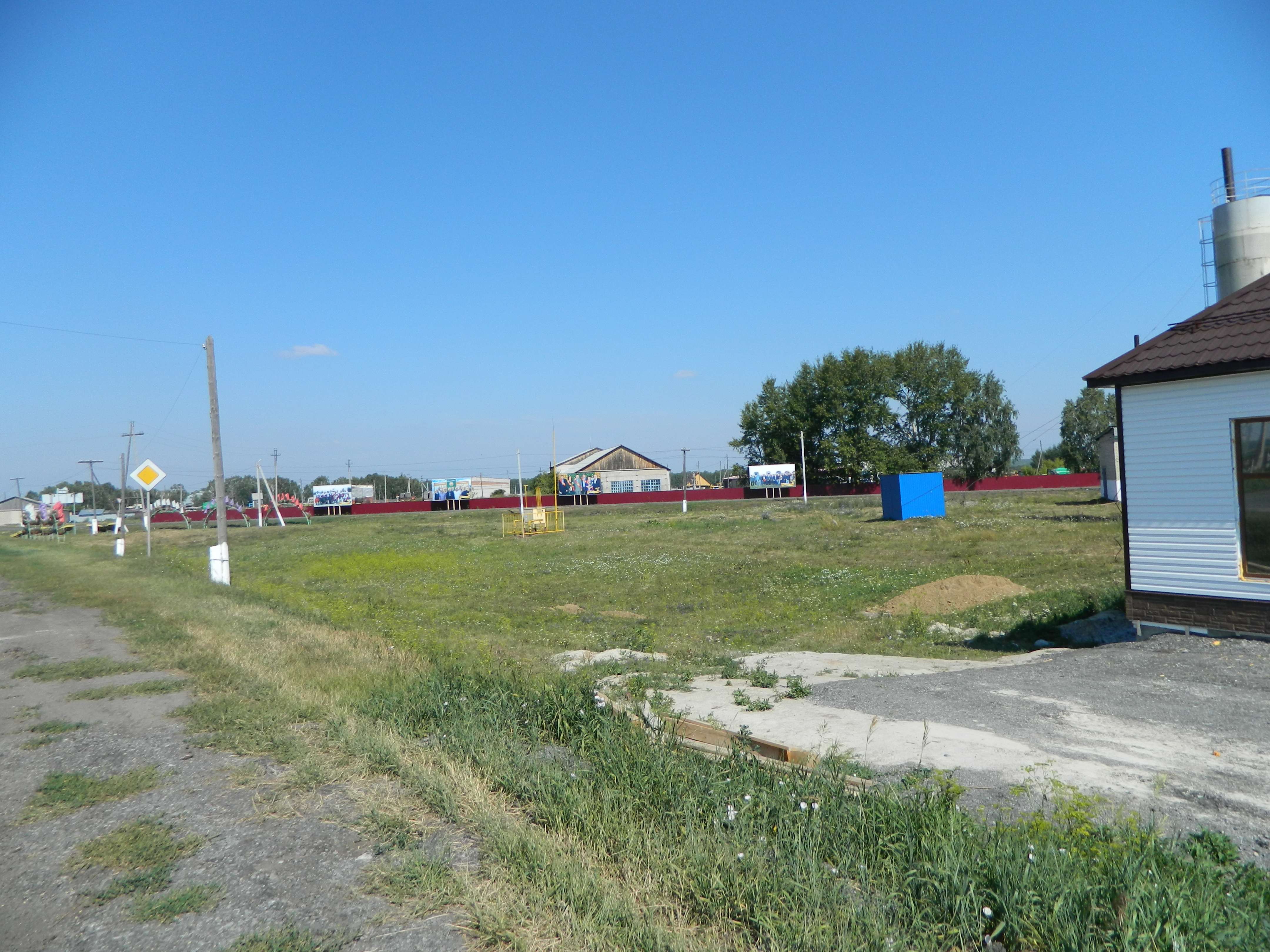
с. Масали
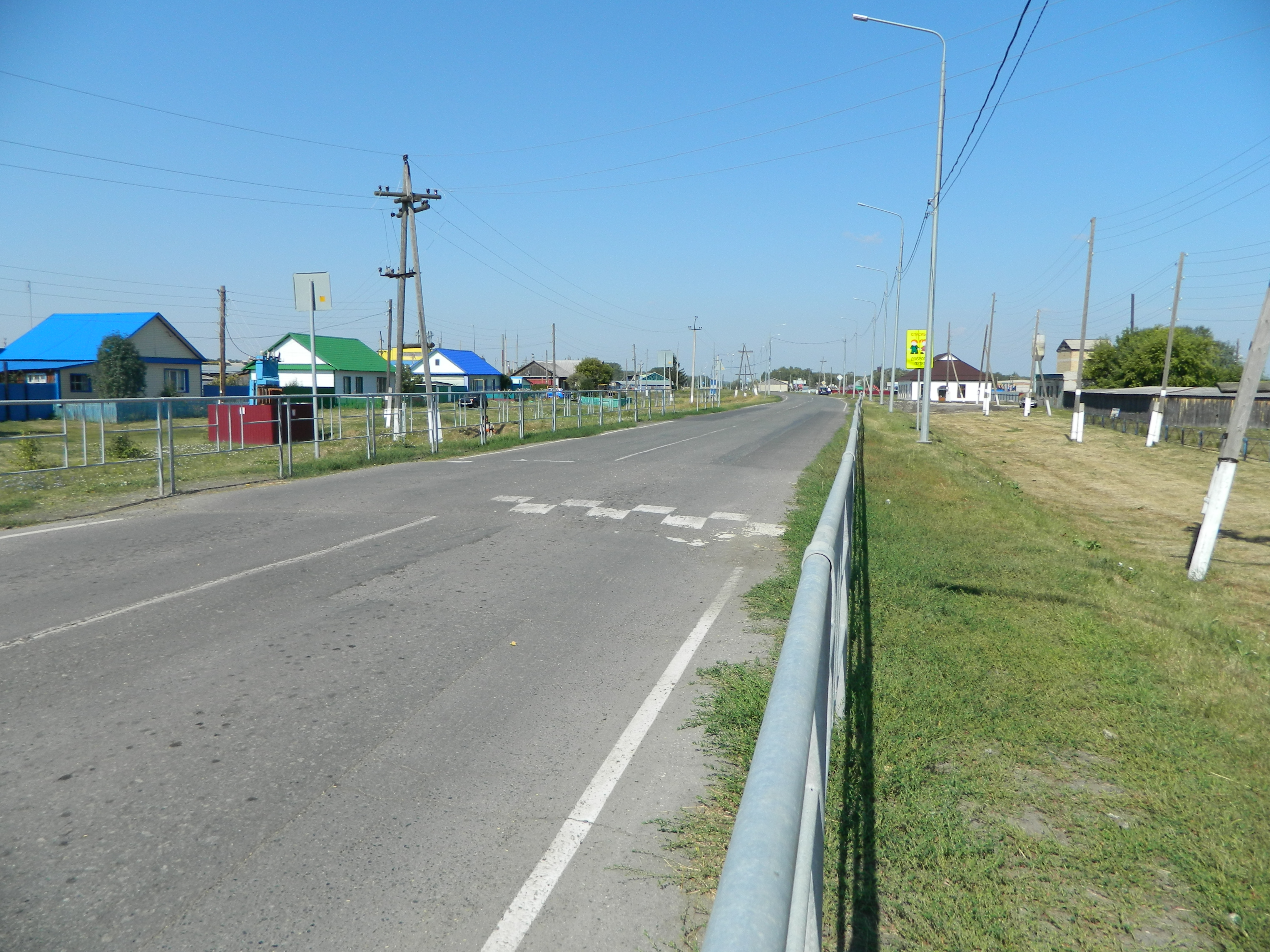
с. Масали
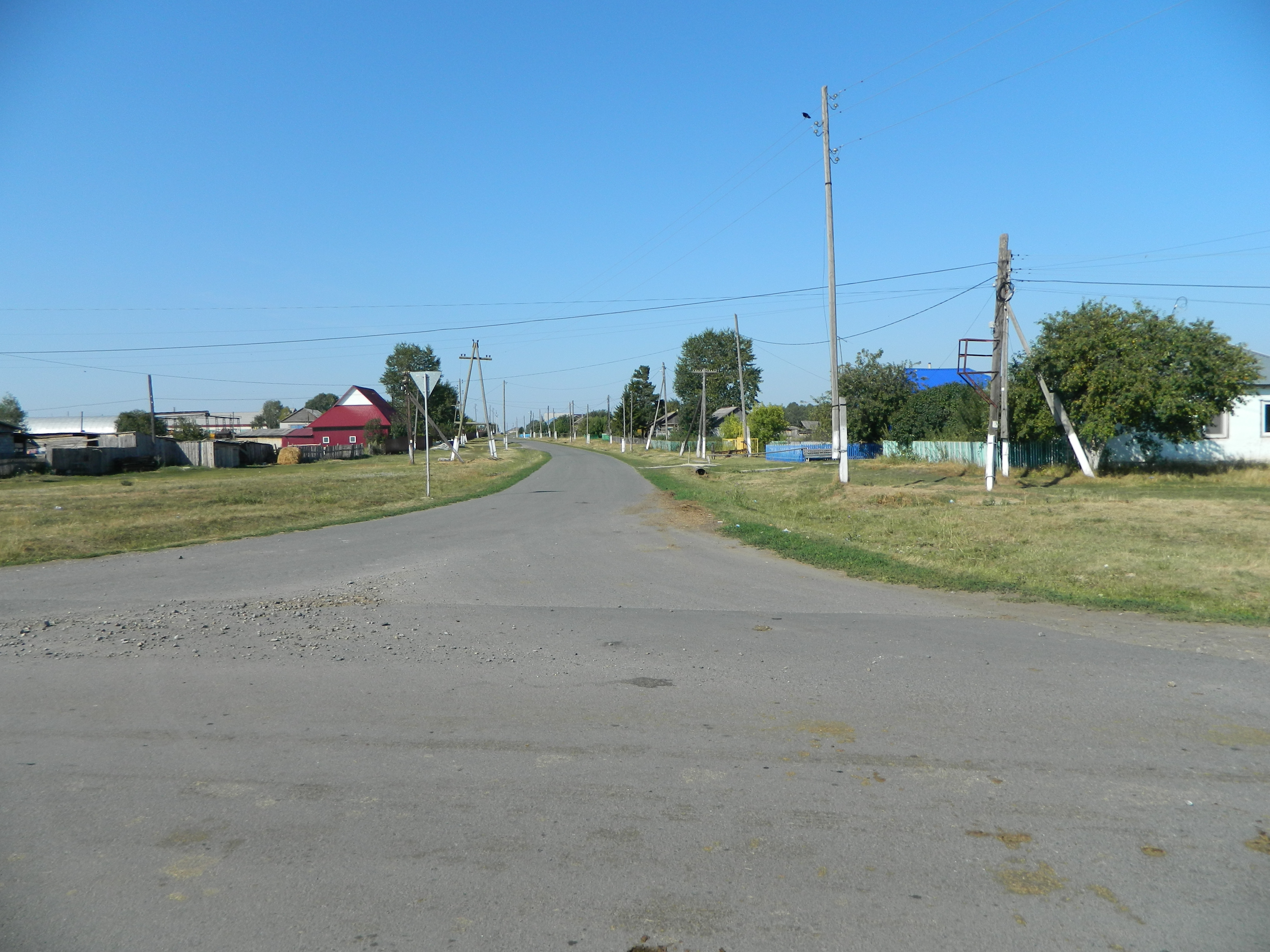
с. Масали
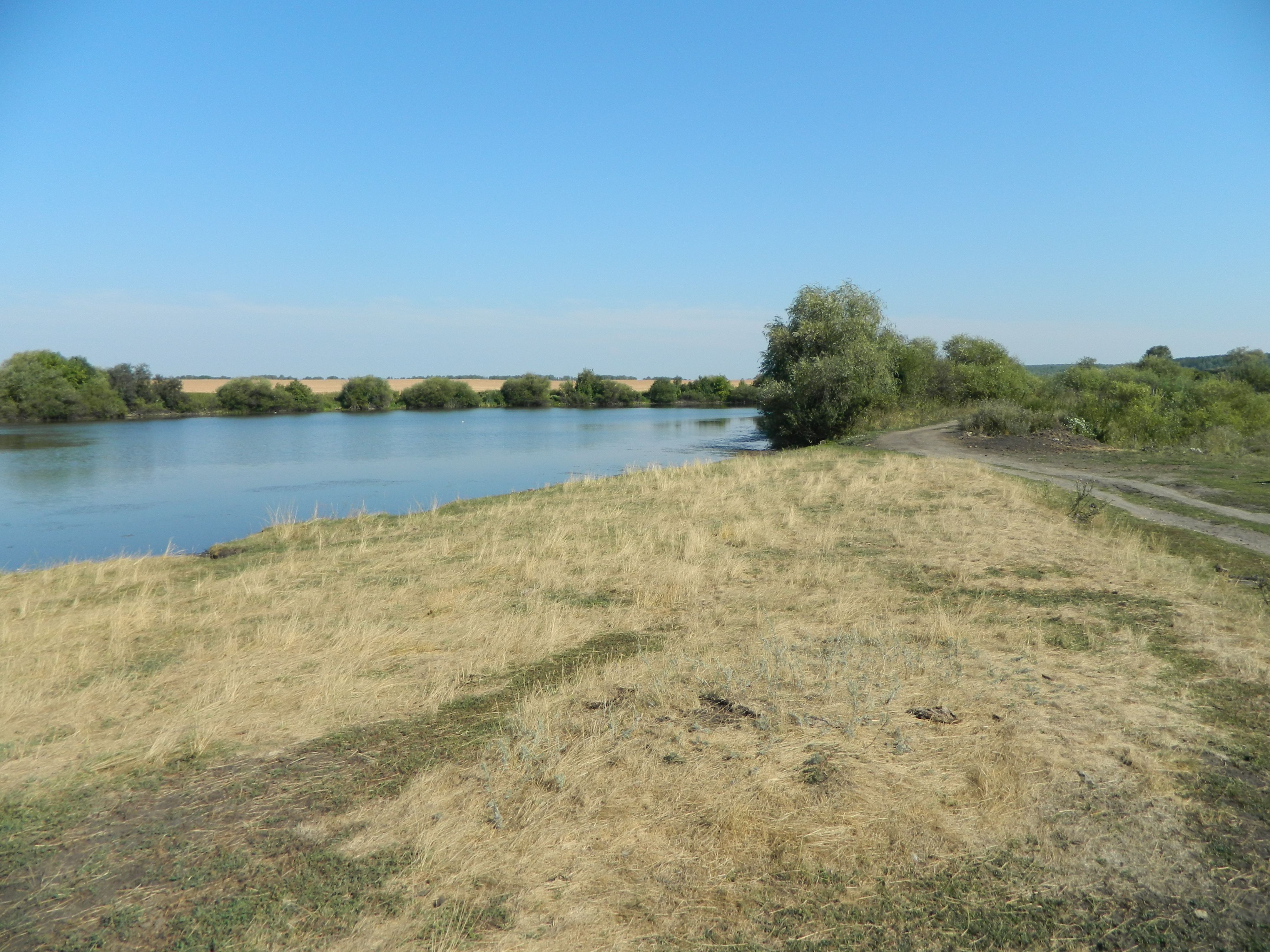
с. Масали, пруд
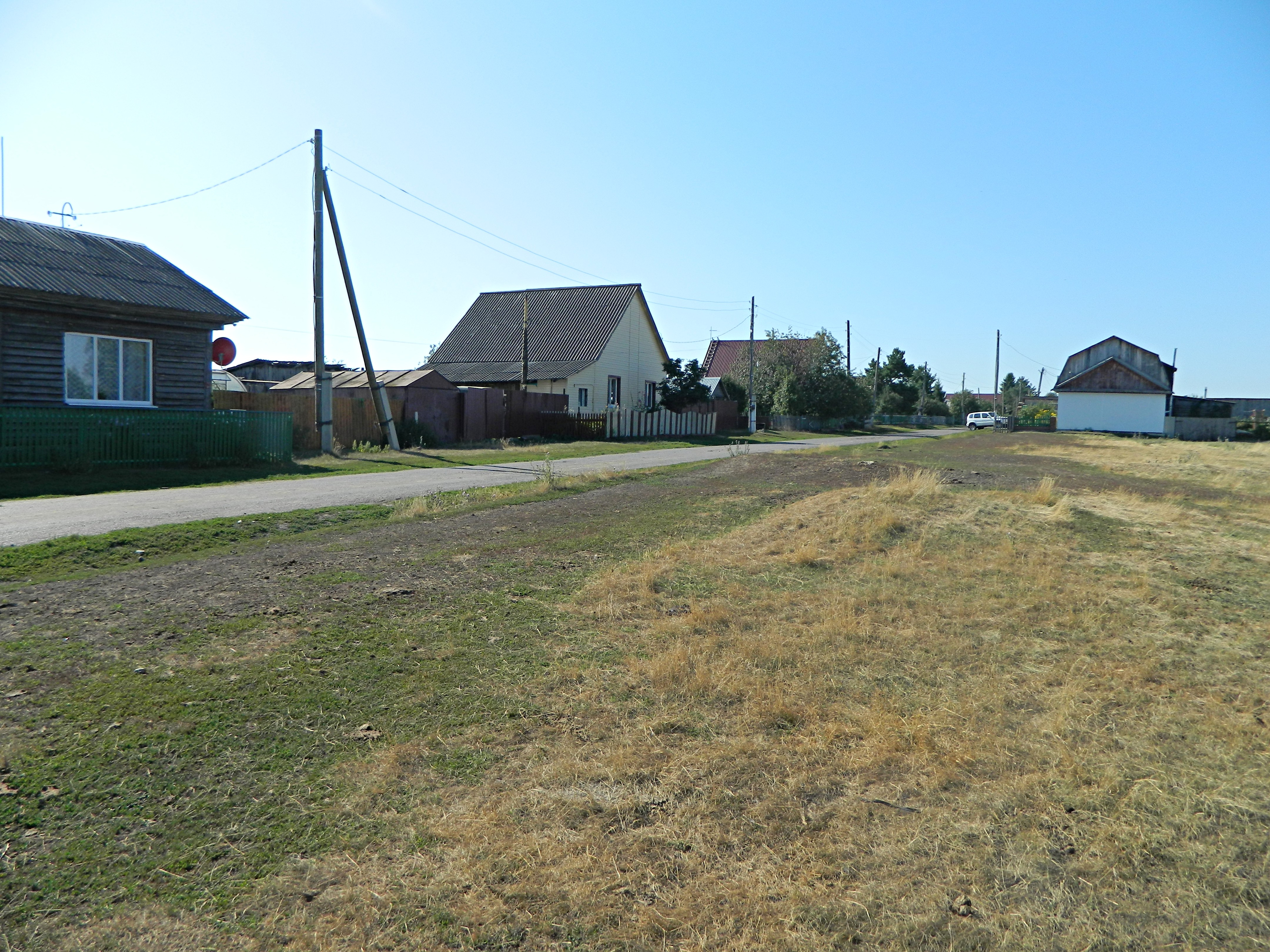
с. Масали
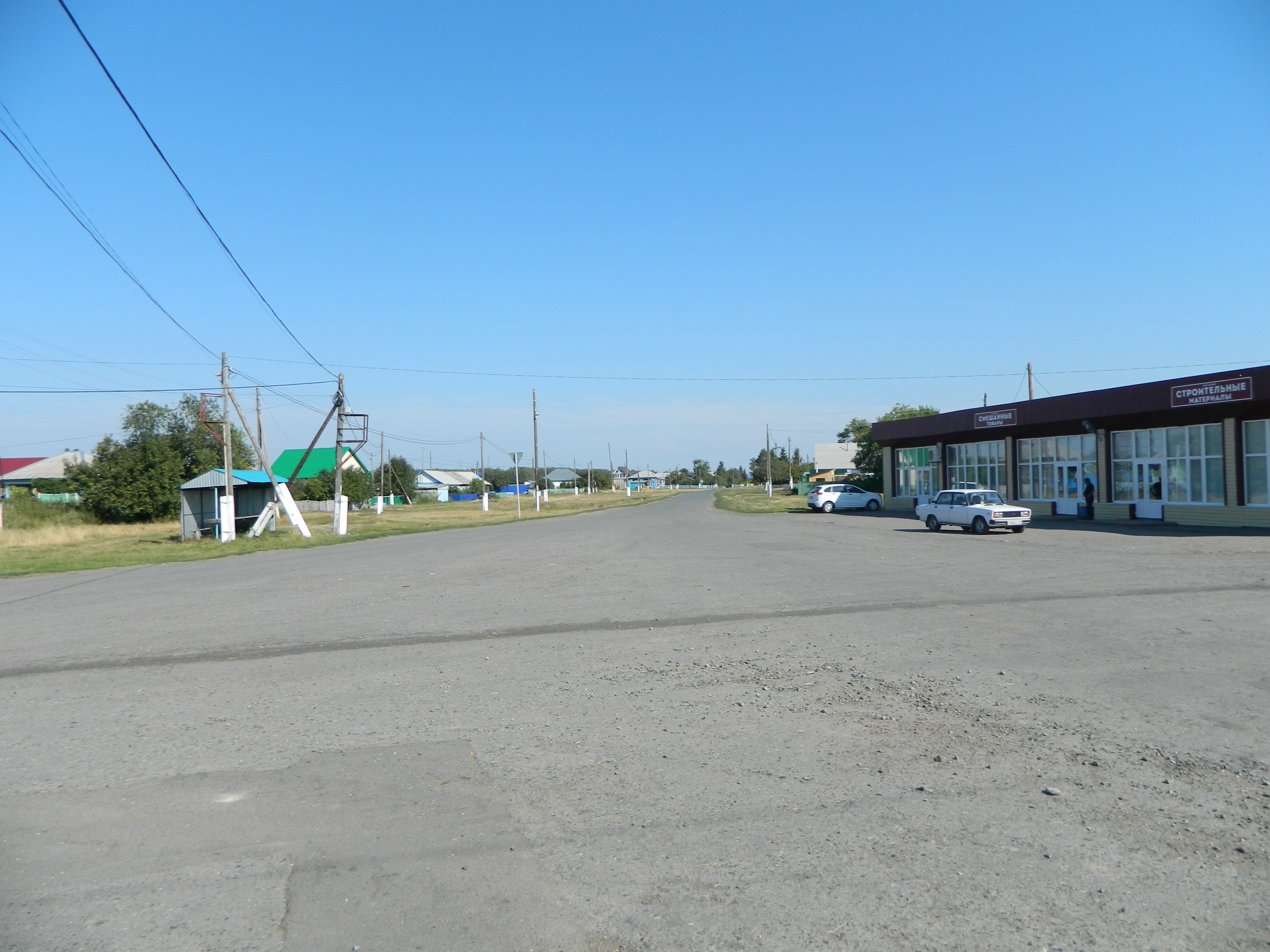
с. Масали
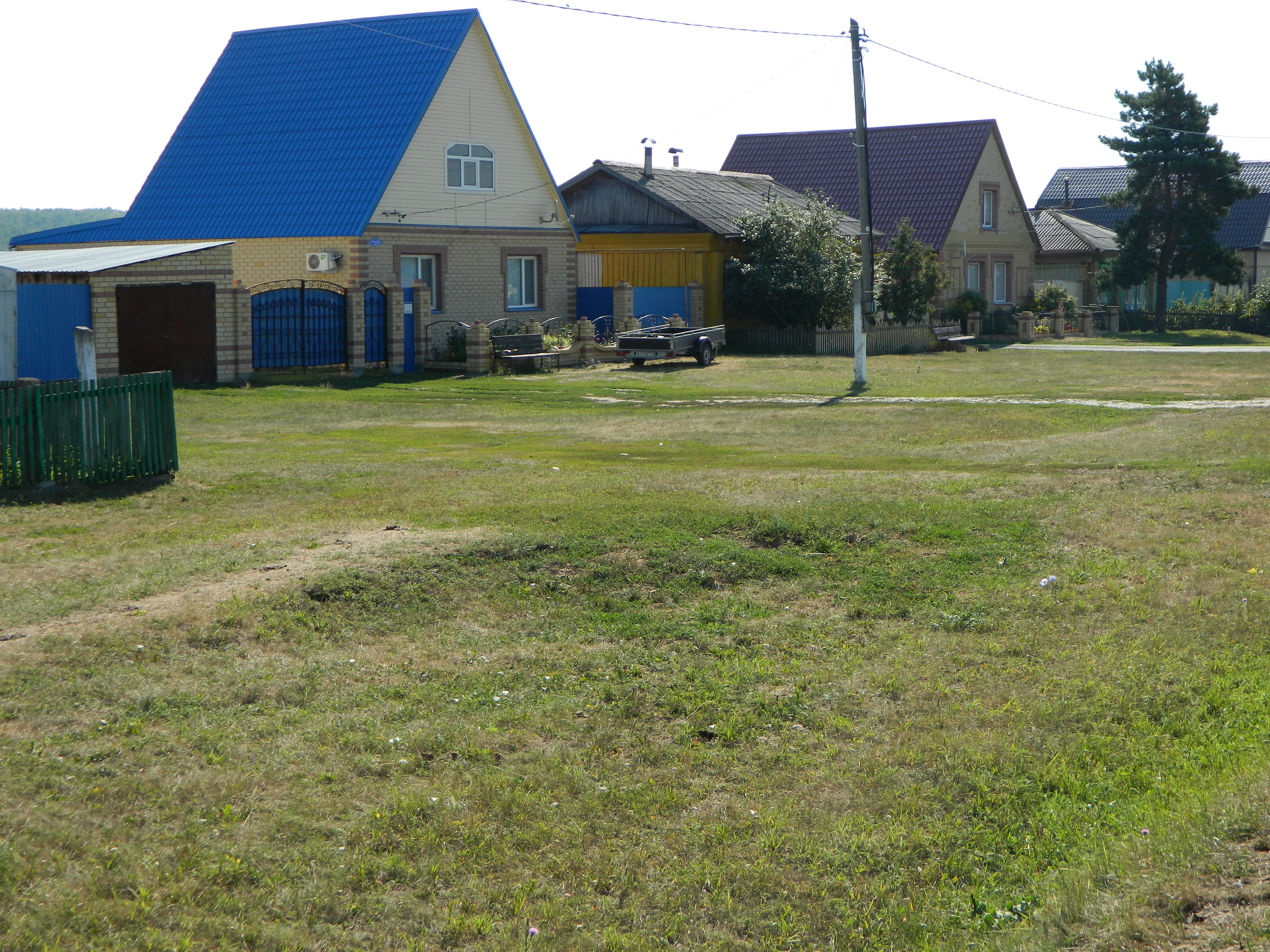
с. Масали